# Little Child
«Little Child» (с англ. — «Малышка») — песня группы «Битлз» с альбома With The Beatles, написанная авторским дуэтом Леннон — Маккартни.

## История создания
Маккартни отзывался об этой песне как о «трудовой» и как о «песне-наполнителе» для альбома. Изначально предполагалось, что песню будет исполнять Ринго Старр, однако в итоге ему отдали песню «I Wanna Be Your Man».
По признанию Маккартни, мелодия фразы «[I’m so] sad and lonely» (с англ. — «[я так] грустен и одинок») была навеяна ему строчкой из песни «Whistle My Love» британского исполнителя Элтона Хейса.

## Запись песни
Песня никогда не входила в «живой» репертуар группы, поэтому работа над ней затянулась на три студийные сессии. Первая попытка состоялась 11 сентября 1963, когда было сделано лишь два дубля. На следующий день было записано 16 дублей, включая дополнительные партии фортепиано Маккартни и губной гармоники Леннона. 3 октября группа ещё раз вернулась к этой песне, записав три дополнительных дубля. Столь длинная студийная работа над одной песней была весьма нетипична для тех времён.
В записи участвовали:
- Джон Леннон — вокал, ритм-гитара, губная гармоника
- Пол Маккартни — вокал, бас-гитара, фортепиано
- Джордж Харрисон — соло-гитара
- Ринго Старр — ударные

По информации Иэна Макдоналда (музыкального критика и биографа «Битлз») исполнение вокальной партии официально приписано Леннону и Маккартни, но представляется более вероятным, что она исполнена лишь Ленноном, будучи дважды записанной и сведённой.

## Оценки критикой
Музыкальный обозреватель сайта Allmusic Ричи Антербергер отозвался об этой песне следующим образом: «Эта песня, вероятно, наименее утончённая и выразительная из всех песен альбома, но она всё равно довольно хороша. Пусть „Little Child“ — и не работа гения, но это — самое настоящее рок-н-ролльное веселье».